# Simca
SIMCA (Société Industrielle de Mécanique et Carrosserie Automobile) byla společnost založená ve Francii italskou automobilkou FIAT v listopadu 1934. Zprvu licenčně vyráběla vozy Fiat pro francouzský trh, od roku 1945 i vlastní modely. V roce 1970 se stala dceřinou společností Chrysler Europe. Roku 1979 ji převzal Peugeot a od roku 1980 přestal značku používat.
V některých zemích se vozy Simca prodávaly pod jinou značkou, ve Spojeném království například Simca 1307 jako Chrysler Alpine nebo Simca Horizon coby Chrysler Horizon.
Vůz nižší střední třídy Simca 1100 byl po nějaký čas nejprodávanějším modelem ve Francii. Vůz střední třídy Simca 1307 získal titul Evropské auto roku 1976, vůz nižší střední třídy Simca Horizon Evropské auto roku 1979.

## Historie
V roce 1926 vznikla SAFAF (Société Anonyme Française des Automobiles FIAT, Francouzská společnost s ručením omezeným Automobilky FIAT), pobočka zodpovědná za prodej vozů FIAT ve Francii. Nahradila malou pařížskou garáž, která byla od roku 1907 výhradním francouzským zástupcem značky FIAT.
Velká hospodářská krize roku 1929 zapříčinila pokles světové průmyslové výroby následovaný protekcionismem všech států. Francouzské celní bariéry byly převelice silné – i vozy montované z dovážených součástek byly přílišně drahé. Ital Henri Théodore Pigozzi, který si při organizování francouzské sítě pofrancouzštil křestní jména, přesvědčil akcionáře FIAT k výrobě vozů přímo ve Francii.
Přeznačená SAFAF (Société Anonyme française pour la fabrication en France des Automobiles FIAT, Francouzská společnost s ručením omezeným na výrobu automobilů FIAT ve Francii) začala 10. dubna 1932 z dílů zhotovených sítí malých francouzských dodavatelů montovat vůz nižší střední třídy Fiat 508 označený SAFAF 6CV a nápisem „Fabriqué en France“ (vyrobeno ve Francii). V létě 1934 přidala vůz vyšší střední třídy 11CV, dvojníka Fiatu 518.
SAFAF 6CV se dobře prodával a vedl ke zřízení továrny vyrábějící pro francouzský trh velkosériově vozy Fiat ve Francii – 2. listopadu 1934 vznikla SIMCA (Société Industrielle de Mécanique et Carrosserie Automobile, Průmyslová společnost mechaniky a automobilových karoserií). Pigozzi ji vedl až do roku 1963.

### Předválečná výroba

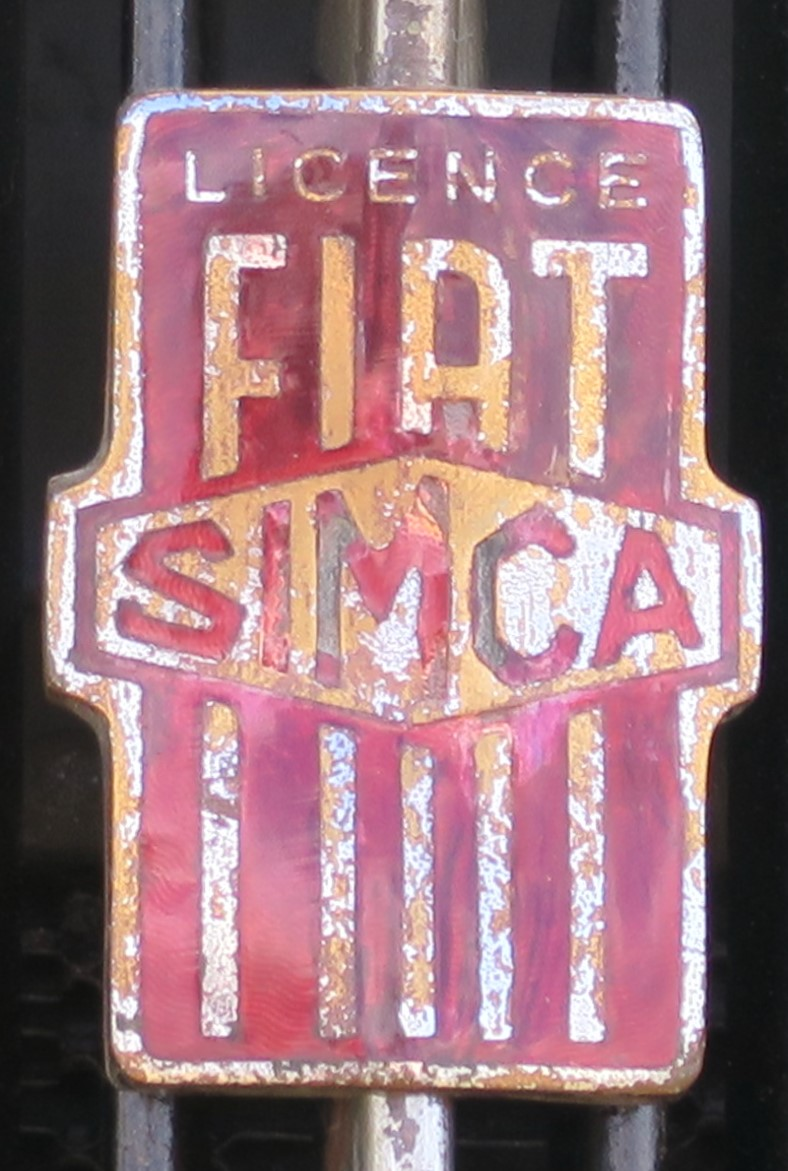
Znak
Simca-Fiat

První typy měly označení Simca-Fiat 6CV a Simca-Fiat 11CV. V roce 1936 na trh uvedený dvojník malého vozu Fiat Topolino už měl jednoduché označení Simca 5. Model Simca 8 uvedený v roce 1937 byl dvojník Fiatu 508C.

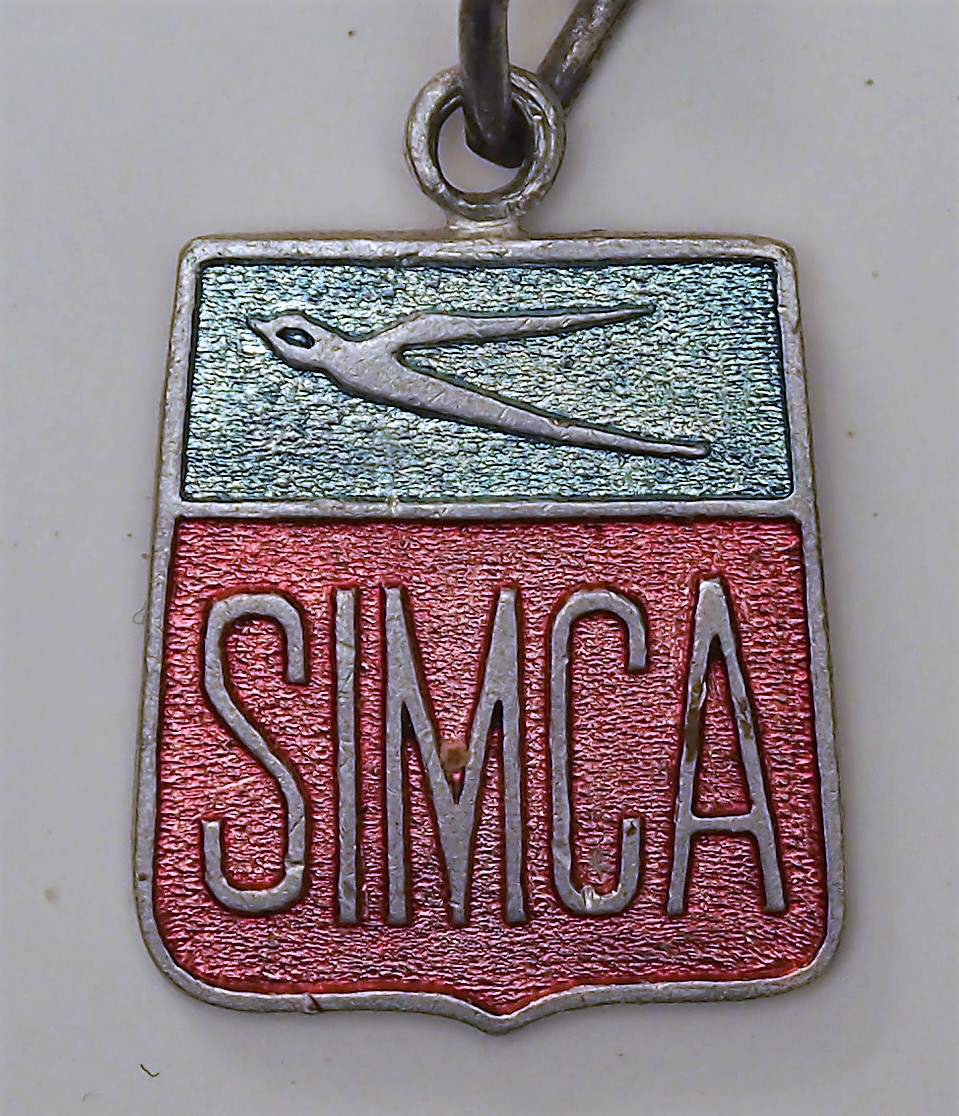
Znak Simca
1938–⁠⁠⁠⁠⁠⁠1970

Moderní výrobní technologie, reklama a cenová dostupnost rychle udělaly ze Simky čtvrtého největšího výrobce vozů ve Francii. V polovině roku 1938 se ve znaku SIMCA ukázal obrys vlaštovky hlásající neřipoutanost k italskému fašismu.

### Německá okupace
Během války byla SIMCA vnímána spíše jako italská společnost a oproti francouzským nebyla tolik omezována. Na rozdíl od továren Citroën, Peugeot, Renault nebo Ford nemusela do roku 1943 vyrábět vojenskou techniku pro německou armádu. S přechodem Německa na totální válku sloužila k údržbě vojenských vozidel nebo výrobě nejrůznějších dílů jako komponent Sd.Kfz. 2.

### Poválečné období

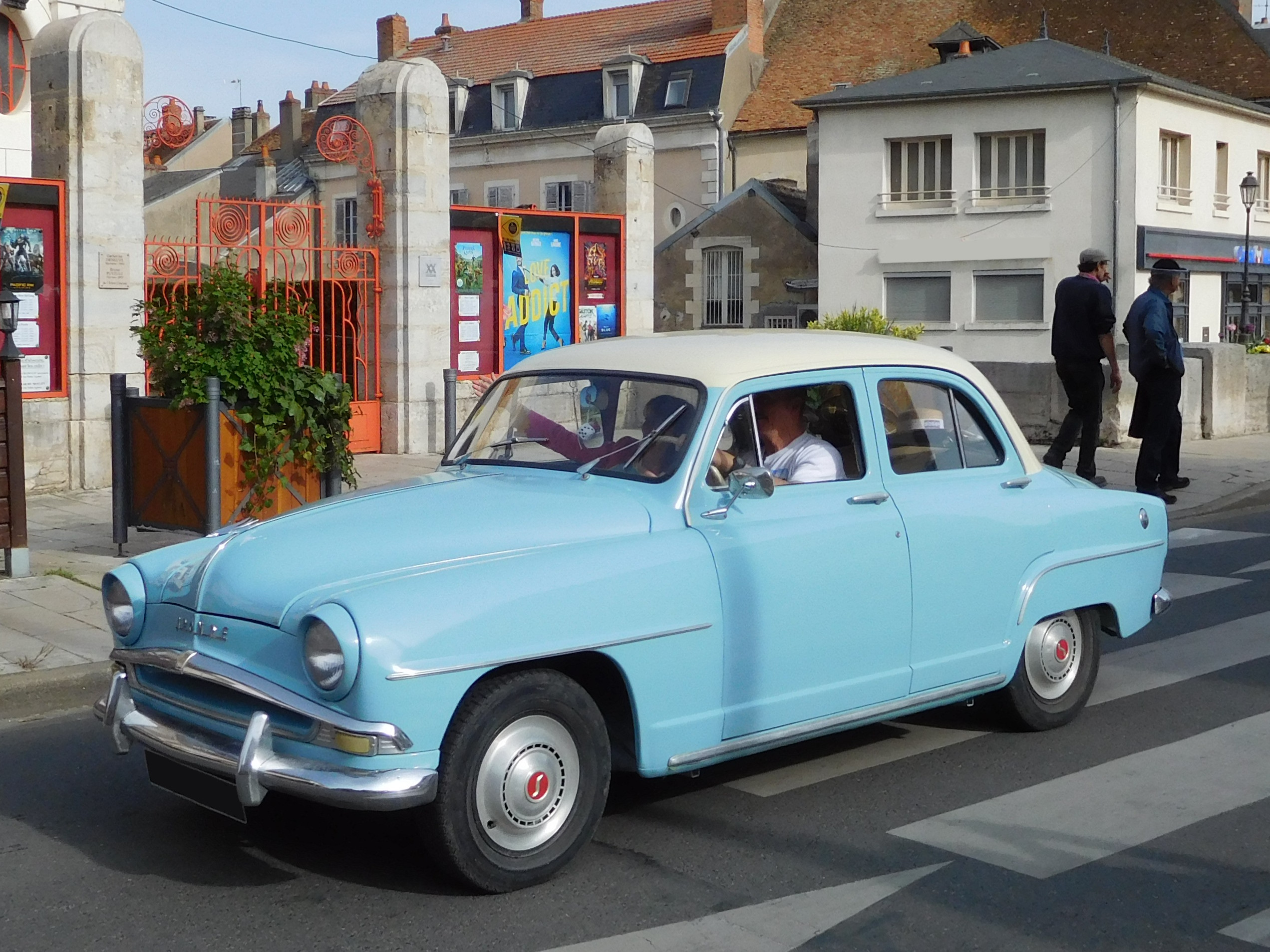
Simca 9 Aronde (1951–1964)

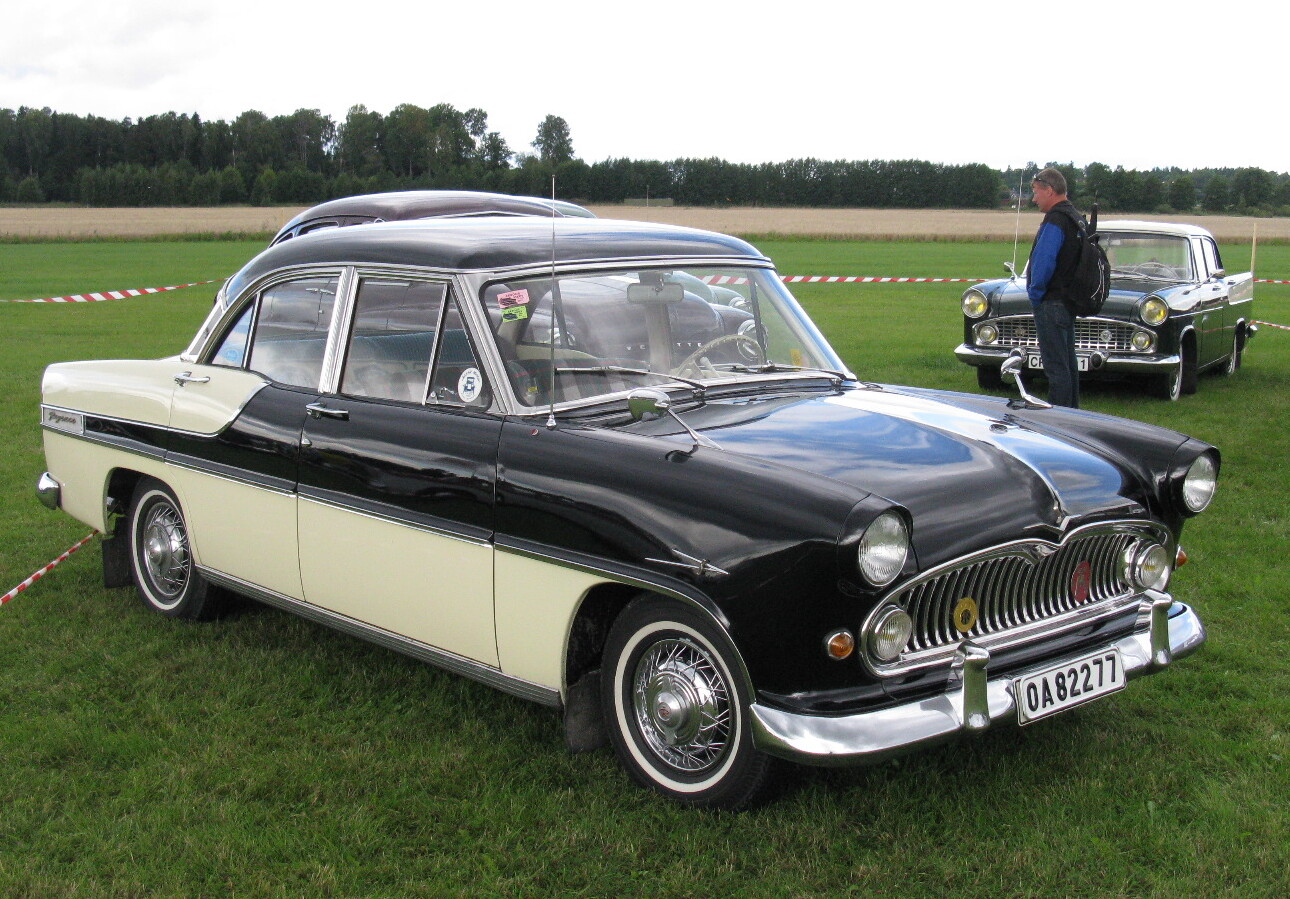
Simca Vedette (1954–1961)

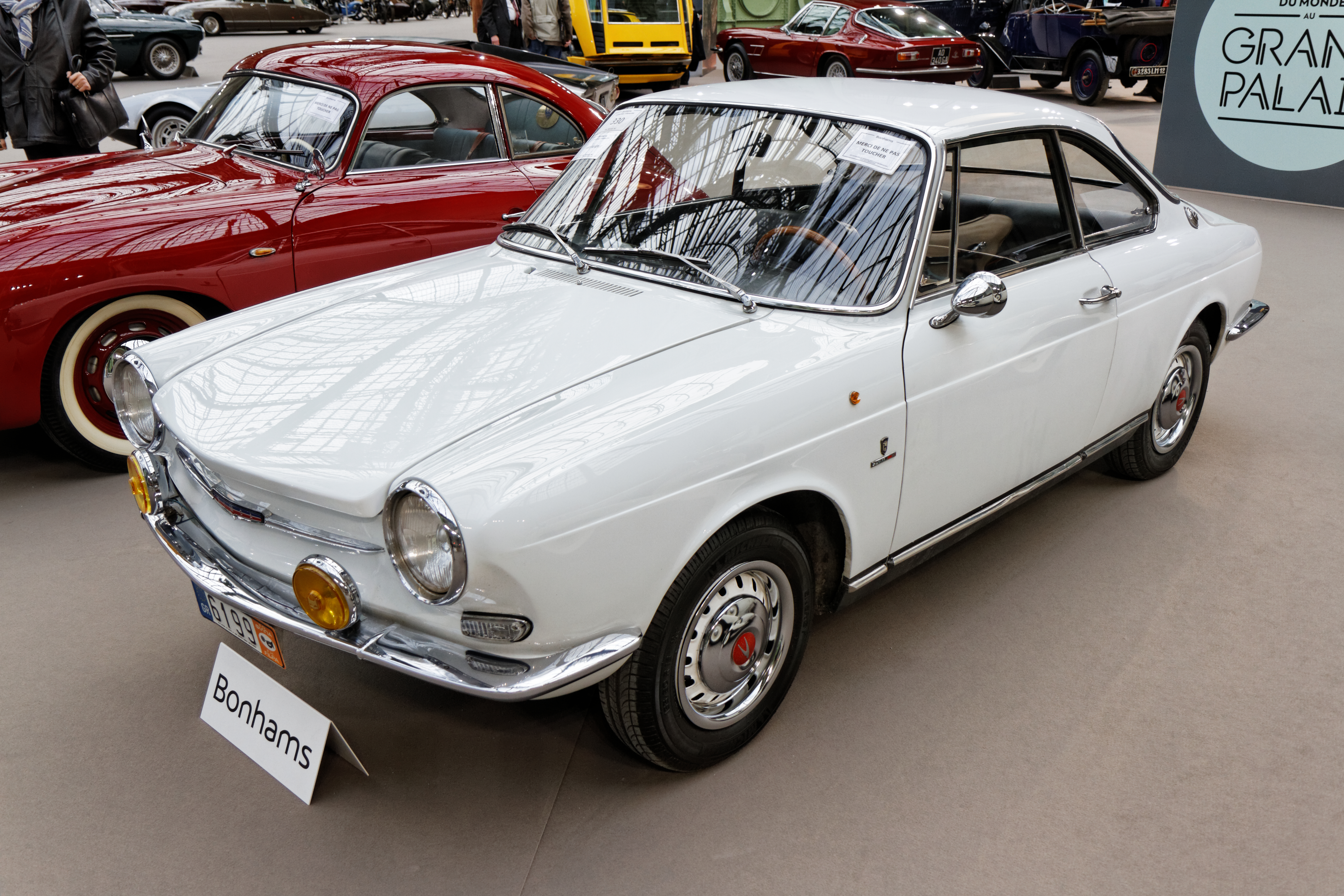
Simca 1000S (1961–1967)

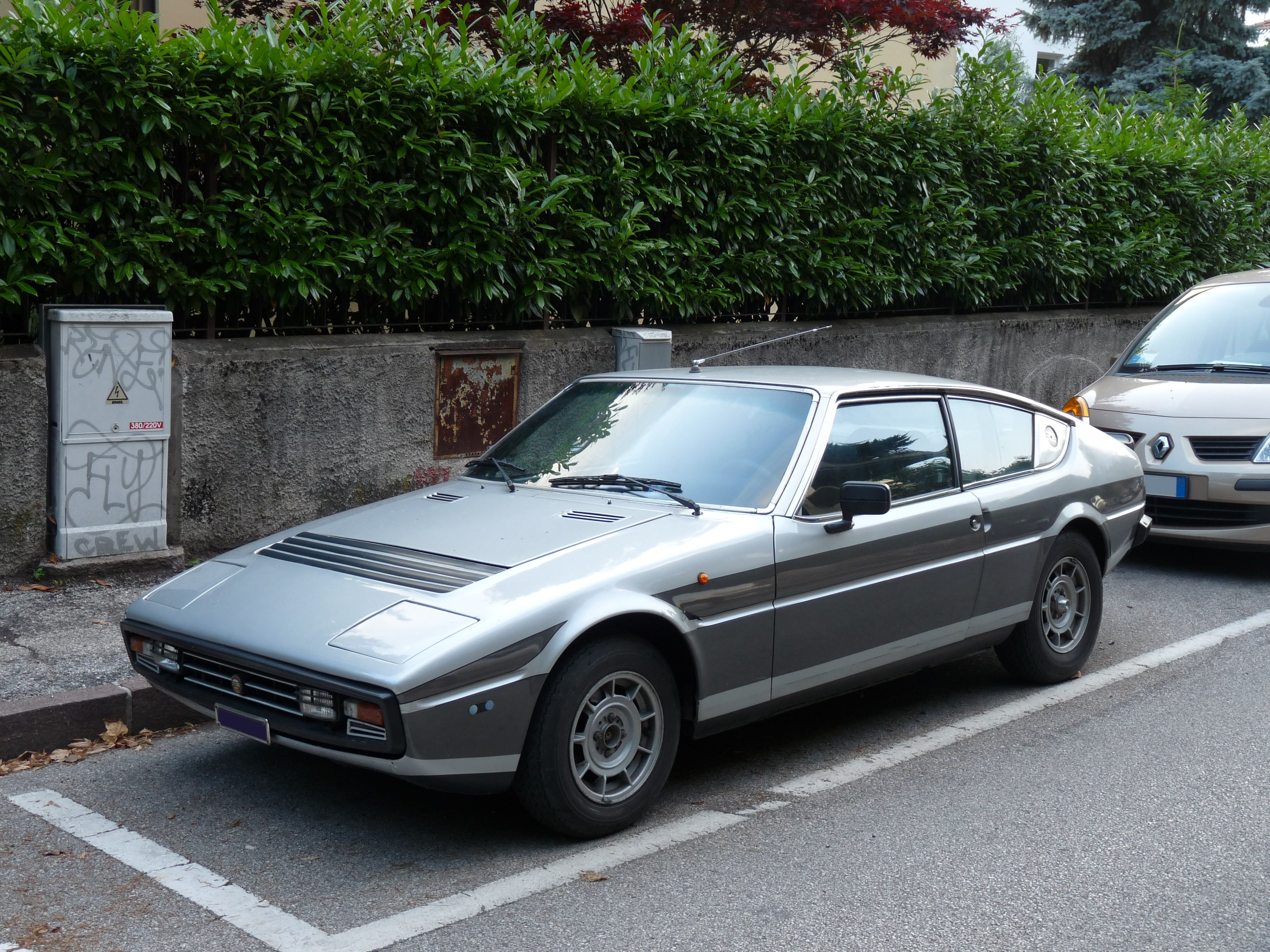
Matra-Simca Bagheera
(1973–1980)

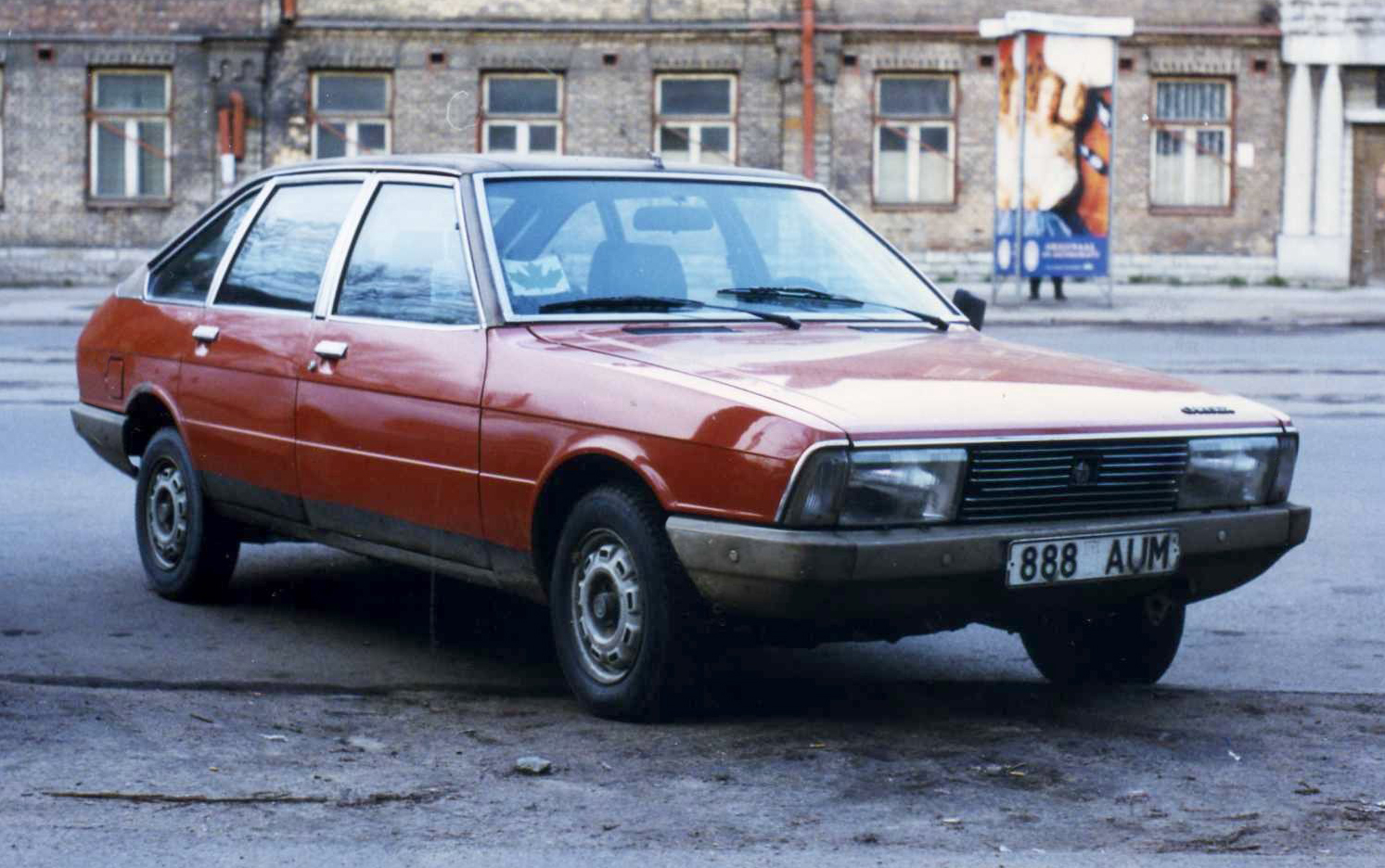
Simca 1308 (1975–1986)

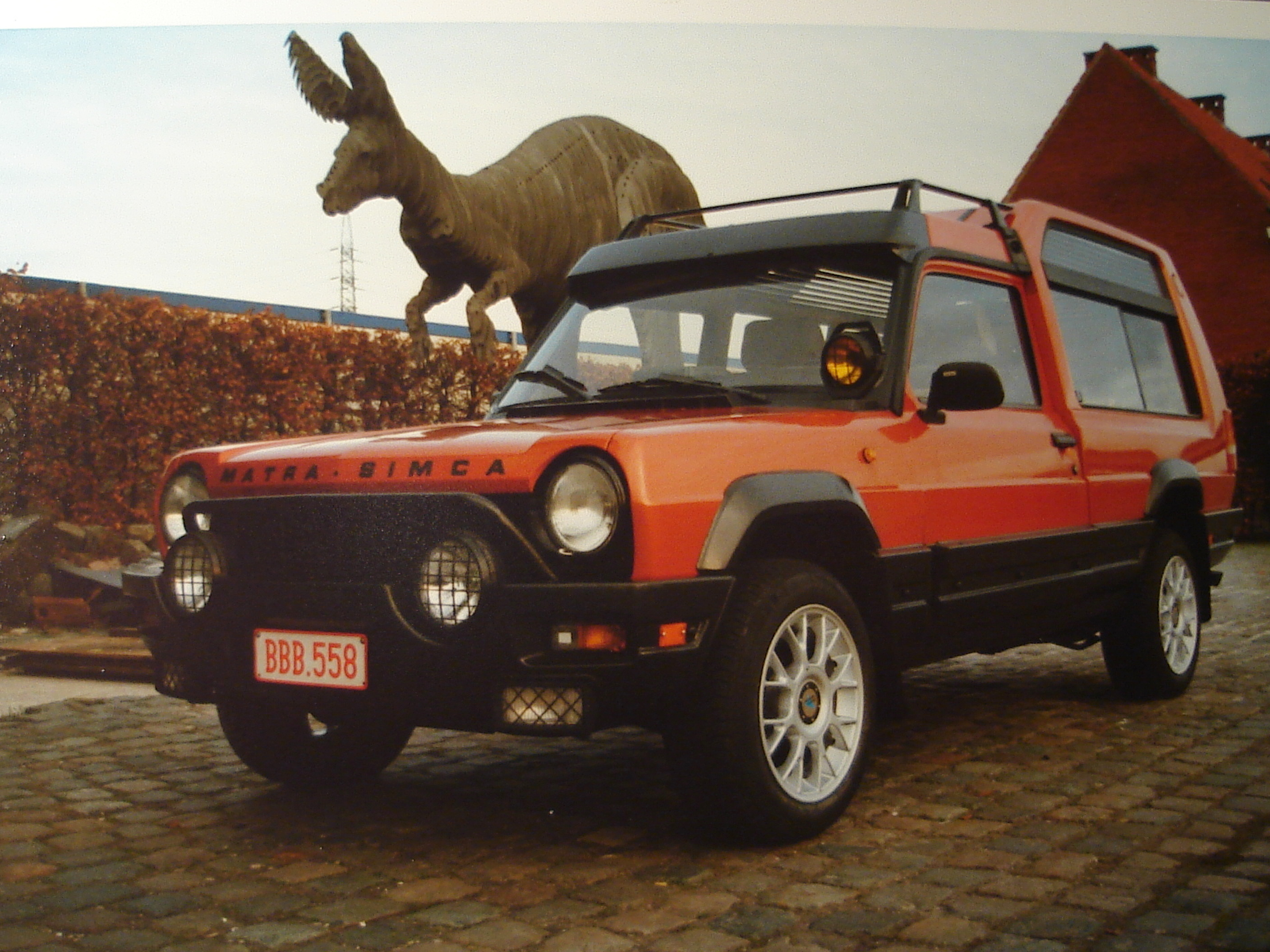
Matra-Simca Rancho (1977–1979) Talbot-Matra Rancho (1979–1984)

Malý strategický význam ochránil továrnu před bombardováním. Osvobození roku 1944 vzkřísilo stavbu předválečných typů Simca 5 a Simca 8. Díky vysokým prodejům SIMCA následně pohlcovala nevelké místní výrobce. Simca 6, zdokonalená Simca 5 uvedená v roce 1947, nemohla konkurovat malému vozu Renault 4 CV se čtyřmi skutečnými sedadly a čtyřmi dveřmi. Prodával se za nižší cenu stanovenou vládou, neboť Renault byl začátkem roku 1945 znárodněn. SIMCA se zaměřila na větší vozy.
Ekonomika byla po válce v bídném stavu a vláda tlačila na maximalizaci exportu. Francouzská auta tak byla navrhována více kosmopolitně. SIMCA během roku 1947 vyvezla 70 % produkce a zařadila se za Citroën (92 %), Renault (90 %), Peugeot (87 %) a Ford France (83 %), přestože nesměla konkurovat hlavnímu akcionáři FIAT na blízkém italském trhu.

S pomocí Marshallova plánu FIAT a SIMCA zkonstruovaly moderní vůz nižší střední třídy uvedený na trh na jaře 1950 jako Fiat 1400. A na jaře 1951 jako Simca 9 Aronde, která měla označení první "skutečná" Simca, protože dostala jiný motor i karoserii než Fiat 1400. Zaznamenala obrovský úspěch a vyráběla se až do roku 1964. 
Pro rozšíření výroby odkoupila SIMCA v červenci 1954 francouzskou pobočku Ford vyrábějící modely s hltavými motory V8, které byly nevhodné pro francouzský poválečný trh s vysoce zdaněnými velkoobjemovými jednotkami. Ford vyrovnáním získal 15% podíl společnosti.

SIMCA pokračovala s výrobou menšího, "evropštějšího" modelu vyšší střední třídy Ford Vedette s motorem V8, který byl původně navržen pro americký poválečný trh. S upravenou karoserií jej nabízela pod označením Simca Vedette. Zejména mimo frankofonní trhy se však nadále prodával se světoznámějším jménem Ford. Srovnatelná konkurence vozů Peugeot 403, následně Peugeot 404 – postavená na zvyklostech bez mimořádné oslnivosti, ani technicky značně vyspělých modelů Citroën DS s pohonem předních kol – ⁠⁠⁠⁠⁠⁠mířících do zítřejška než na důstojnost, oslovovala velmi rozdílné zákazníky a nebyla příliš silná. Zvláště když společnost bohatla a o konkurenční Renault Frégate neměli ti, co si jej mohli dovolit zájem kvůli rychlému znárodnění podniku okamžitě po záhadné smrti Louise Renaulta v poválečné vazbě.
V USA nabízela SIMCA coby první francouzská značka vozy ve svých prodejnách. Přestože Simca Vedette odpovídala vkusu Američanů, s malým zastoupením a nedostatečnou reklamou se příliš neprodávala. 

Nedostatek ropy zaviněný suezskou krizí následovala ve Francii přirážka na středně objemová auta i konec důležitých prodejů Vedette. Náhrada Simca Ariane převzala těžkou karoserii Vedette a sice temperamentní, ovšem příliš slabý motor Aronde. Vlivem nového zdanění obsadil místa konkurentů Citroën DS. Měl také slabý motor, ovšem aerodynamický tvar mu nebránil ve vyšší rychlosti.
V roce 1958 byla pro zvýšení prodeje v USA zahájena spolupráce s Chryslerem. Odkoupil 15 % podíl společnosti SIMCA od Fordu a 10 % od FIATu, SIMCA poté na zvýšení výrobních kapacit Talbot. Roku 1959 postavila více aut než Peugeot i Citroën, stále ale daleko méně než Renault.

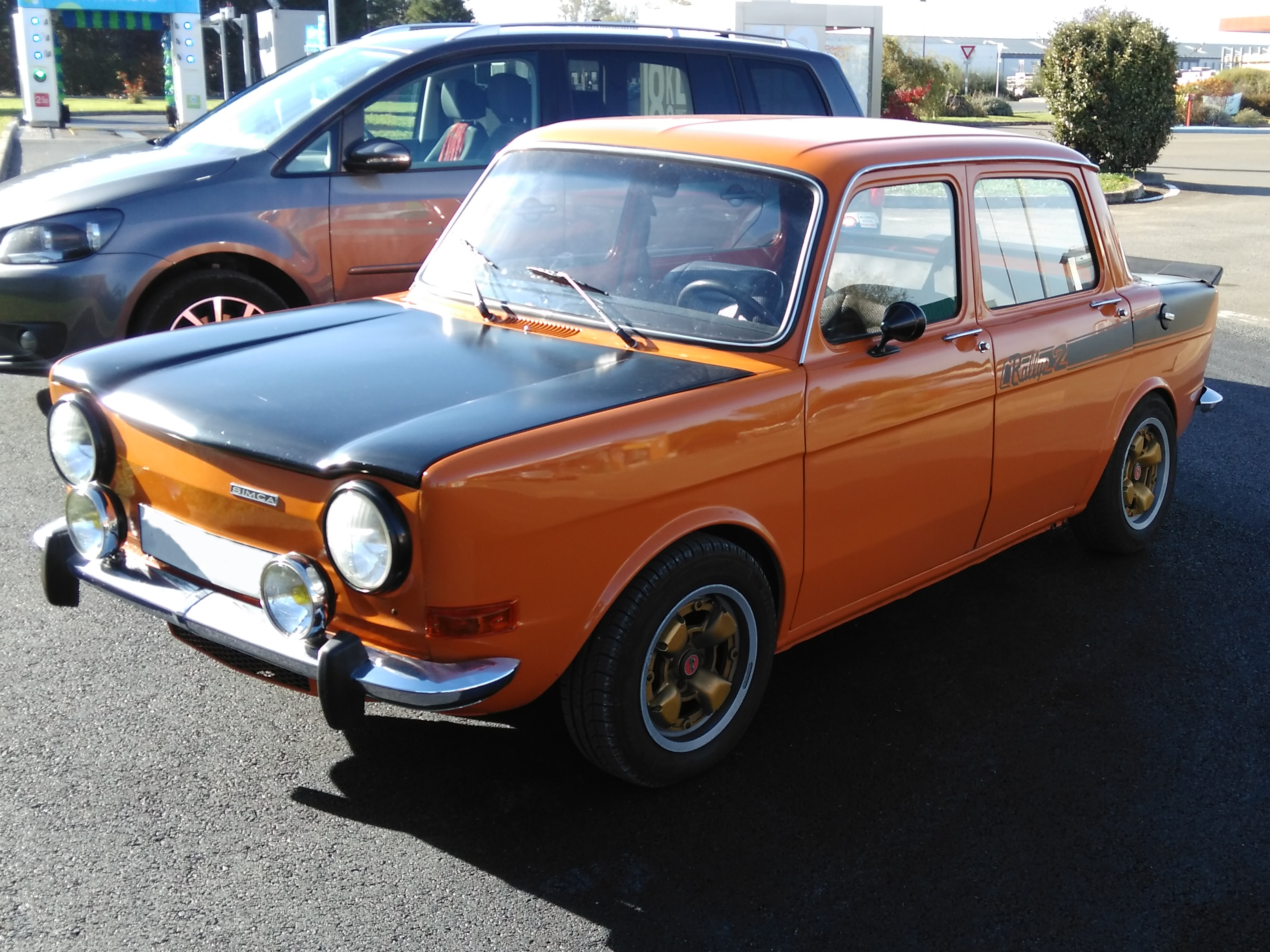
Simca 1000 (1961–1978)

Pro nabídku nesprávných vozů nezískala SIMCA prodávaná na silném trhu USA síti Chrysler oblibu. Americké investice však od roku 1961 umožnily – v reakci na Suezskou krizi, výrobu malého čtyřdveřového vozu Simca 1000 velmi podobného Renaultu 8, ovšem původem z Fiatu 850. Měl velký úspěch a vyráběl se až do roku 1978.

Giorgetto Giugiaro na jeho základě vytvořil 2+2 místné kupé Simca 1000S/1200S Coupe, které po odhalení na autosalonu v Ženevě v březnu 1962 vyráběl Bertone, jeho tehdejší zaměstnavatel. Inspirovalo Škodu 110 R.

Výroba Vedette skončila roku 1961. V prosinci 1962 zvýšil Chrysler podíl v Simce na 63 % koupí dalších akcií od FIATu, který vytvářel svou francouzskou prodejní síť do vznikajícího společného trhu EHS. Připravoval ovšem také malý vůz s firmou Citroën, z nějž vznikl Oltcit, a nechtěl být osočován ze snahy převzít kontrolu nad francouzským autoprůmyslem.

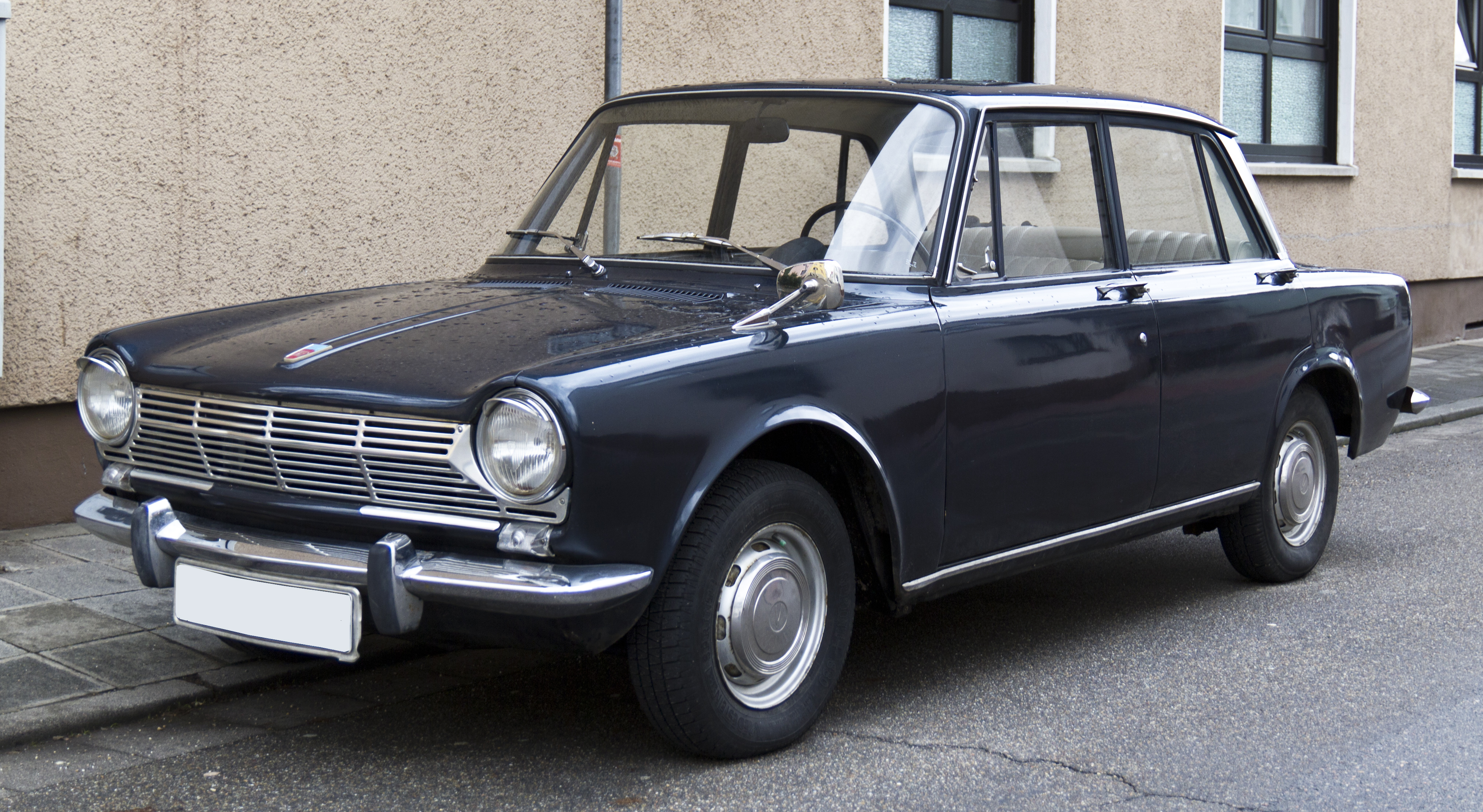
Simca 1300 (1963–1966)

Potřebná náhrada Aronde/Ariane i Vedette – roku 1963 uvedené elegantní vozy střední třídy Simca 1300/1500 klasické koncepce nezaznamenaly na domácím trhu velký úspěch. Hlavní konkurent Peugeot 404 byl mírně větší a prodával se lépe. Facelift Simca 1301/1501 s výrazně prodlouženou zádí v říjnu 1966 mnoho nepomohl; přesto se vyráběly do poloviny roku 1976 – export tvořil cca 40 %.

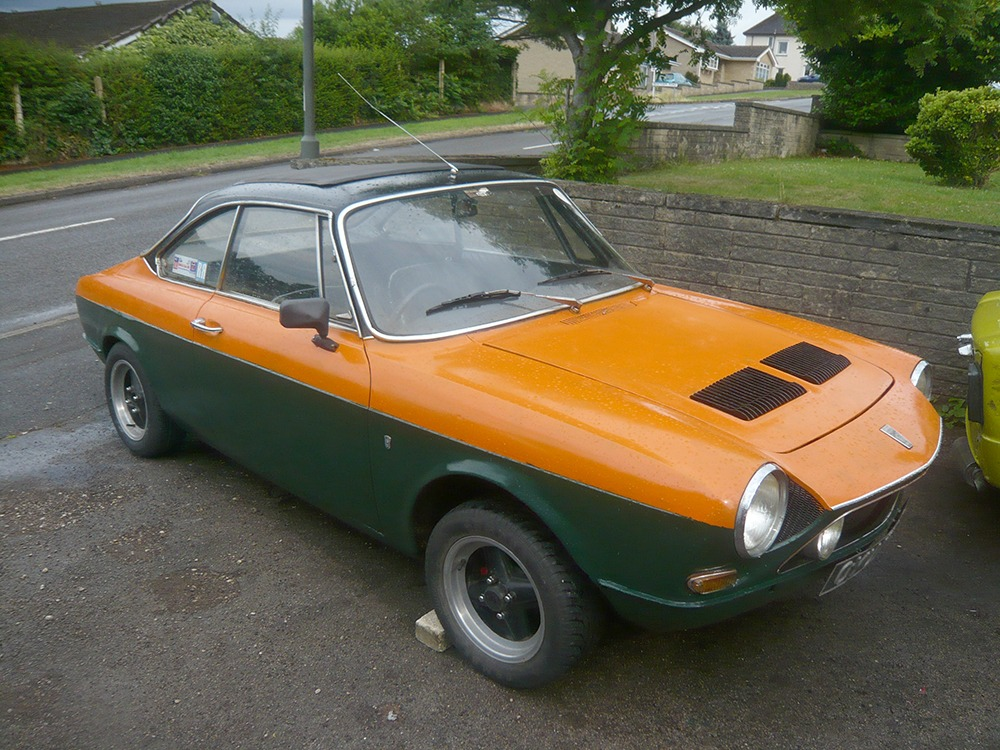
Simca 1200S (1967–1978)

Roku 1967 uvedená Simca 1100 s pohonem předních kol a pětidveřovou karoserií hatchback náležela do nižší střední třídy a zpětně se řadí mezi evropské kompaktní vozy. Zaznamenala další výrazný úspěch – roku 1972 byla nejprodávanějším vozem Francii. V obrovských sériích se vyráběla až do roku 1981. Vycházela ze studie, na níž Autobianchi, dceřiná společnost FIAT, od roku 1964 stavěla typ Primula.
SIMCA tak současně vyráběla vozy klasické koncepce, s motorem vzadu i předním pohonem.
V roce 1969 Chrysler uzavřel dohodu se skupinou Matra o společném vývoji sportovních vozů a jejich prodeji sítí Simca pod názvem Matra-Simca.

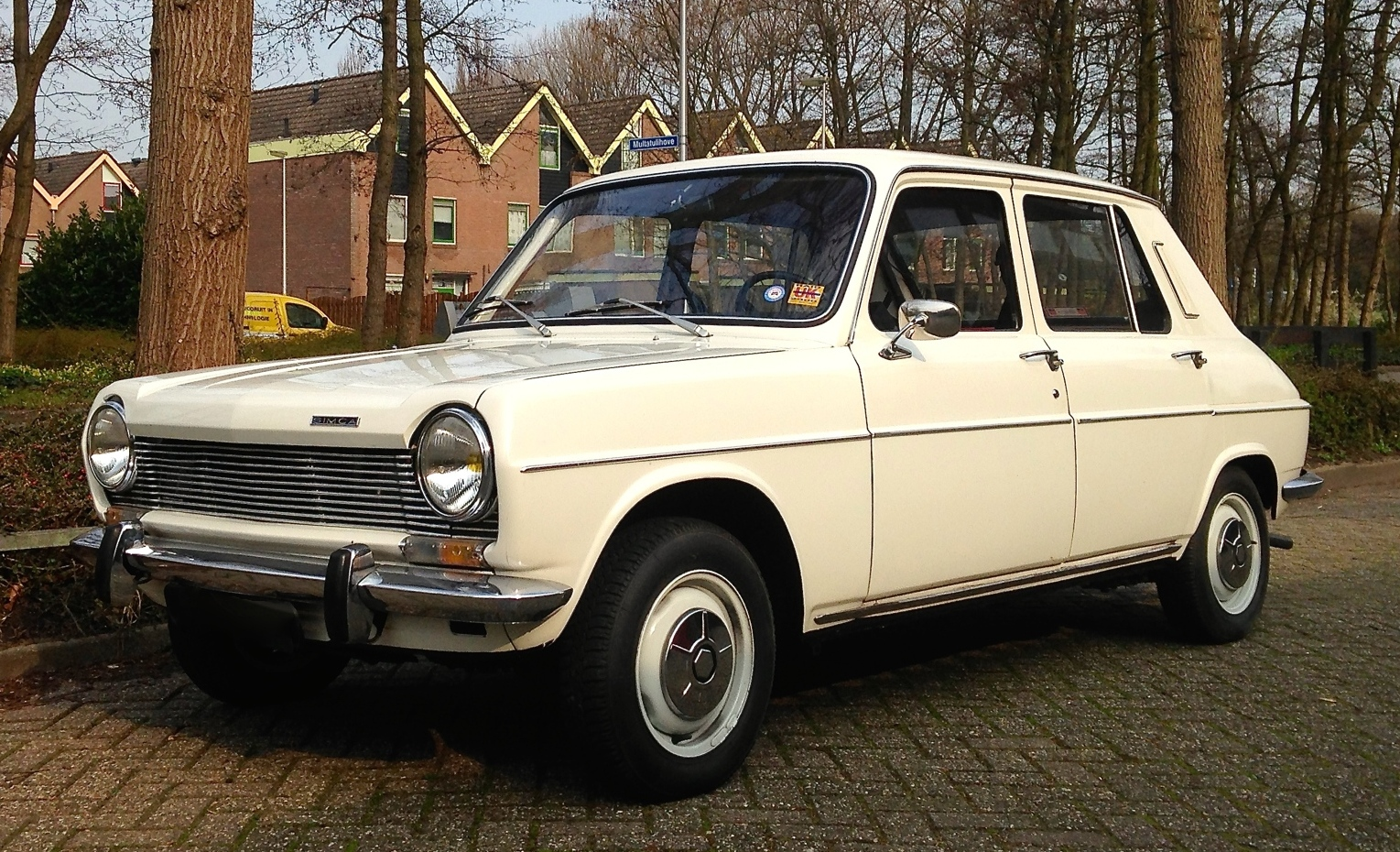
Simca 1100 (1967–1981)

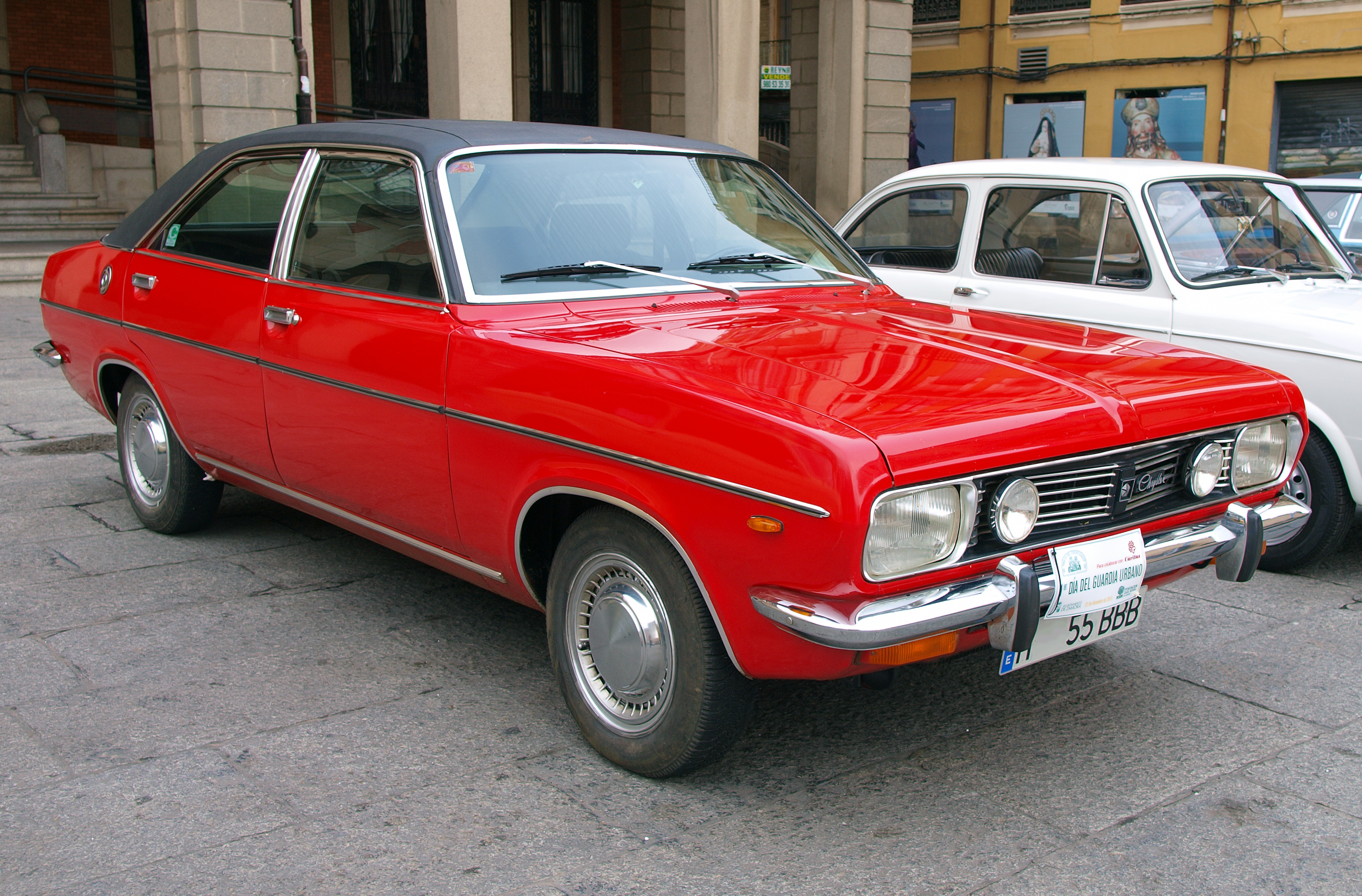
Chrysler 180 (1970–1980)

V červenci 1970 byla SIMCA přejmenována na Chrysler France po odkupu zbytku akcií od FIATu. Na dosavadních modelech označení SIMCA zůstalo až do roku 1980.
V říjnu 1970 se představily sedany vyšší střední třídy Chrysler 160, 160 GT a 180 klasické koncepce, kterými Chrysler spojil evropskou výrobu. Karoserii navrhlo Chrysler United Kingdom (dříve Roots) a motory SIMCA, která vozy také vyráběla. V únoru 1973 k nim přibyl Chrysler 2L. Ve státech počátku se moc neprodávaly – Francouzům citlivým na vlastní symboly vadila změna značky, Britům slabé motory vyhovující francouzskému zdanění. Převážně šly na vývoz do méně náročných zemí.
V letech 1973–1980 SIMCA prodávala třímístné sportovní kupé Matra-Simca Bagheera s motorem napříč před zadní nápravou. Prostřední opěradlo se dalo sklopit a ze sedadla vytvořit rozměrnou loketní opěrku. Techniku poskytla Simca 1100 TI, plastová karoserie byla přilepena k ocelové konstrukci.
Vůz střední třídy Simca 1307/1308, který v roce 1975 nahradil řadu 1301/1501, byl posledním výrazným úspěchem značky. Moderní liftback s pohonem předních kol představoval jeden z prvních takových vozů střední třídy a byl zvolen "Evropským autem roku 1976". V některých zemích se prodával pod jinou značkou.
V březnu 1977 se představil model Matra Simca Rancho inspirovaný luxusním terénním Range Rover. Byl odolný v terénu, ale pohodlný na běžný provoz. Zadní část mohla sloužit na přespání. S příplatkovou třetí řadou sedadel zády ke směru jízdy se dá považovat za jedno z prvních MPV. Samonosná ocelová karoserie stála na podvozku Simca 1100, zvýšená zadní nástavba byla z vyztuženého polyesteru. Pohon vozu obstarával vpředu uložený čtyřválec Simca 1308. S prokázáním schopností poptávka stoupla, příbuzné vozy byly mnohem dražší.

Dopadem ropné krize 1973 a nevhodné marketingové strategie bojoval Chrysler v USA o přežití. V srpnu 1978 musel prodat všechny evropské dceřiné společnosti: Chrysler France, Chrysler United Kingdom a Chrysler España (dříve Barreiros). Pod tlakem a s pomocí francouzské vlády převzal Simku Peugeot. Poprvé v historii se stala 100% francouzskou.

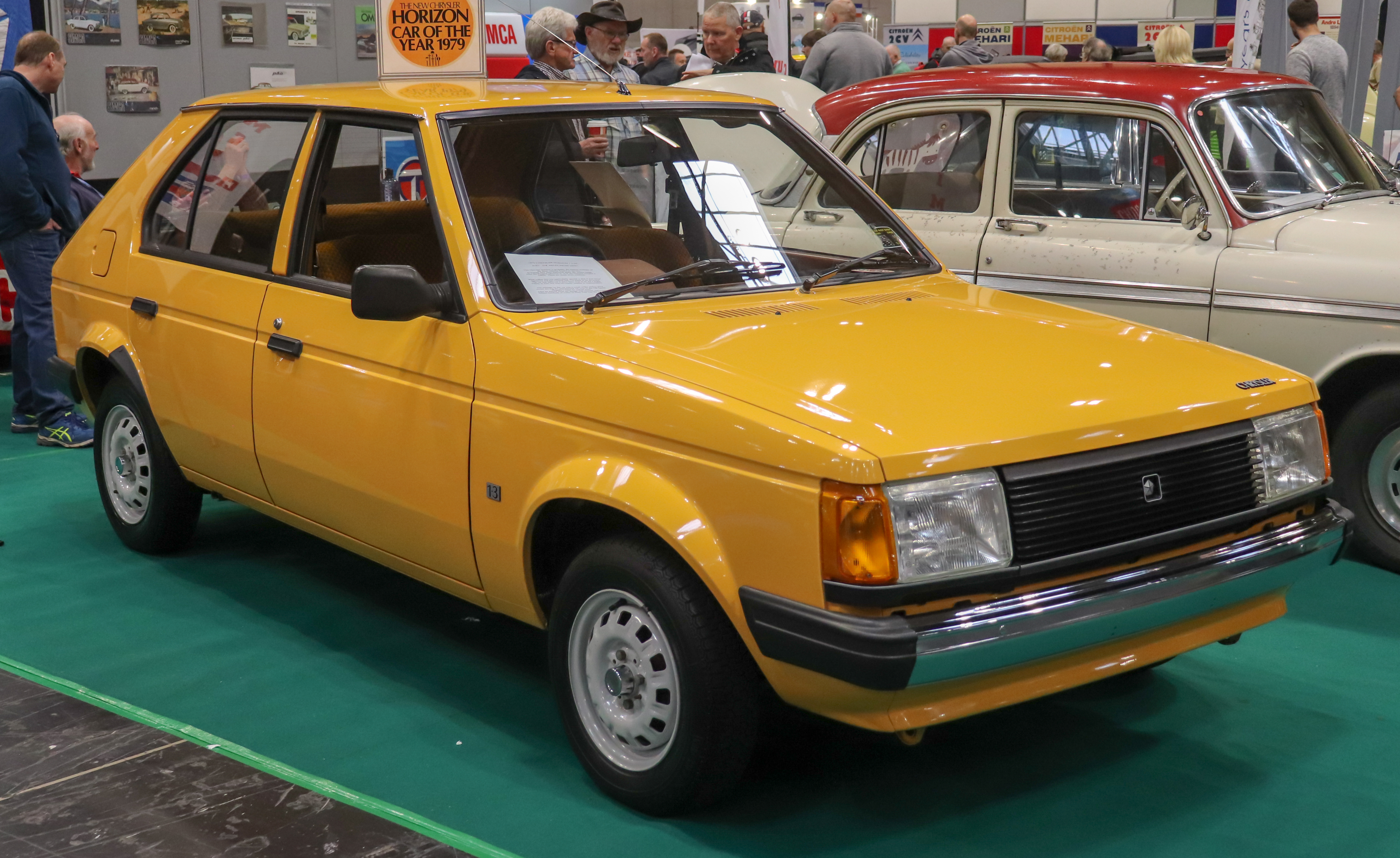
Chrysler Horizon (1978–1986)

V září 1978 uvedená Simca Horizon měla karoserii navrženou Chrysler United Kingdom a mechaniku Simca 1100. Vyvíjena byla coby celosvětový vůz koncernu Chrysler a stala se „Autem roku 1979“. Zastaralý motor však neprospěl a největší soupeři VW Golf (který se začal prodávat už v roce 1974), Opel Kadett a Ford Escort ji ponížily. V některých zemích se opět prodávala pod jinou značkou.
Ve Spojených státech měl vůz odlišné panely karoserie, upravený podvozek a rozdílný větší motor. Byl prvním „ekonomickým vozem“ s pohonem předních kol vyráběným v USA. Prodával se pod označením Dodge Omni nebo Plymouth Horizon a velmi úspěšně konkuroval americkým, evropským i japonským modelům. Tato původem evropská konstrukce byla první, která pomohla zachránit Chrysler a za další ropné krize šla velmi na odbyt, vyráběla se v letech 1978–1990.

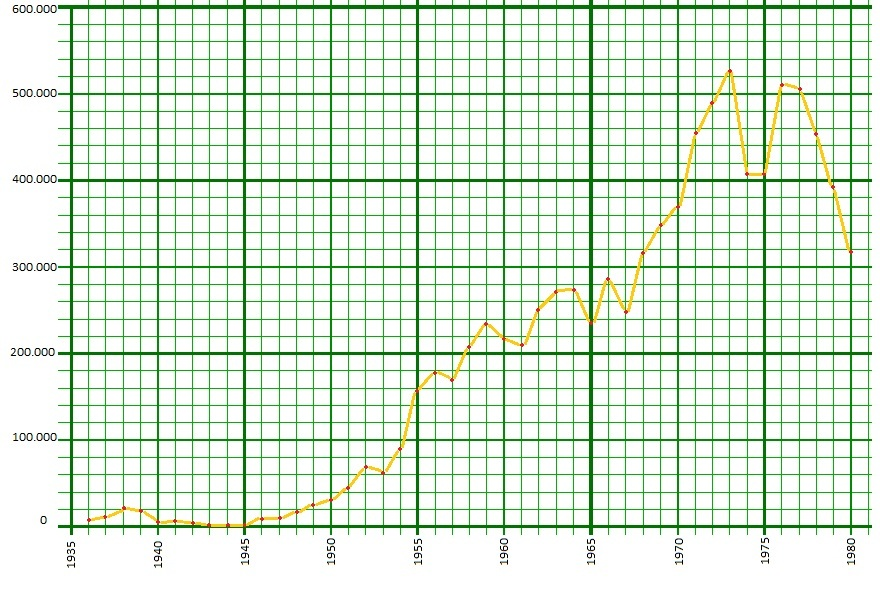
Výroba vozů Simca ve Francii 1936–1980, poslední desetiletí včetně některých vozů Chrysler a Talbot

Peugeot Société Anonyme nahradil od července 1979 název SIMCA a jméno Chrysler, které nesměl používat jedinou značkou Talbot – Francouzi i Briti ji měli považovat za vlastní.
Model Matra-Simca Rancho byl pojmenován Talbot-Matra Rancho a skončil roku 1984 bez nástupce. Projekt víceúčelového rodinného vozu se odprodal značce Renault, která jej přepracovala na MPV Espace. Nástupce Chryslerů 160, 180 a 2L, vůz vyšší střední třídy Talbot Tagora klasické koncepce – s hojností mechaniky vozu Peugeot 604, se vyráběl od poloviny roku 1980 do začátku roku 1983. Nástupce kupé Matra-Simca Bagheera, podobně uspořádaný vůz Matra Murena zkonstruovala sama Matra. Používal však motory Talbot Solara (přejmenovaná Simca 1307) nebo Talbot Tagora i řadu dalších součástek koncernu PSA.
Důsledkem ekonomické recese provázející ropnou krizi nenaplnil Talbot očekávání a v roce 1986 zmizel. Vůz nižší střední třídy Talbot Arizona, připravený nástupce Horizonu, se v říjnu 1985 představil už jako Peugeot 309. Karoserie Simca 1307 inspirovala Moskvič 2141. V někdejších továrnách SIMCA se nyní vyrábí Peugeoty, Citroëny a luxusní sportovní vozy DS.

## Modely na české wikipedii
- Simca 1000
- Simca 1100
- Simca Aronde
- Talbot Horizon